# Чеботарёва, Анастасия Савельевна
Анастаси́я Саве́льевна Чеботарёва (род. 8 августа 1972 года, Одесса, СССР) — российская скрипачка, заслуженная артистка России (2004).

## Биография
В 1991 году Анастасия Чеботарёва окончила Центральную музыкальную школу при Московской государственной консерватории (МГК) по классу скрипки и поступила в эту консерваторию. Обучалась у профессора Ирины Бочковой.
В 1989 году стала лауреатом Международного конкурса скрипачей имени Паганини в Генуе (Италия). В 1991 стала лауреатом международного фестиваля «Juventus» во Франции. В 1992 году выиграла главную премию имени Родольфа Липицера в Гориции (Италия) и все специальные награды.
Наибольшую известность получила в 1994 году, когда разделила с Дженнифер Ко второе место на X Международном конкурсе имени Чайковского. Первая премия в том году не присуждалась.
Выступала с Большим симфоническим оркестром имени Чайковского (Владимир Федосеев), Симфоническим оркестром Санкт-Петербургской филармонии (Юрий Темирканов), Венским камерным оркестром, Токийским симфоническим оркестром NHK.
Солист Московской государственной академической филармонии.
Преподавала в МГК. В 2000—2007 годах преподавала в Университете Курасико Сакуё (имеющем связи с МГК).
В 2004 году А. Чеботарёвой было присвоено почетное звание Заслуженный артист Российской Федерации.
В Японии публикуется под псевдонимом яп. アナスタシア・チェボタリョーワ.
В январе 2020 года Чеботарева, ранее находившаяся в федеральном розыске по делу о хищении более 15 млн рублей в составе секты так называемого «бога Кузи», была арестована на основании решения Тверского суда Москвы и приговорена к двум годам и семи месяцам лишения свободы с отбыванием наказания в исправительной колонии общего режима.

## Дискография
Репертуар А. Чеботарёвой включает около 40 концертов для скрипки с оркестром, множество сольных программ. Это работы разных эпох и стилей:
- «Carmen — Fantasie» (2000) — скрипичные миниатюры;
- «Souvenir de Moscou» (2001) — российская скрипичная музыка;
- «Andaluza con passion» (2002) — испанская виртуозная скрипичная музыка;
- «Arco» (2002) — альбом с музыкой из японского фильма, снятого с участием Симфонического оркестра NHK;
- «Portrait de Fantasie» (2003) — шедевры французской скрипичной музыки;
- Концерты П. И. Чайковского и Ф. Мендельсона с Симфоническим оркестром России (2003);
- «Tema D’amore Cinema Collection» (2004) — музыка из всемирно известных фильмов;
- «Valse de fleur» (2005) — русская скрипичная музыка;
- «Zigeunerweisen ~ Romantic Virtuoso» (2005) — альбом, записанный с Симфоническим оркестром России;
- «Anastasia Violin Best» (2007)(DVD).

## Награды
- 1989 — лауреат Международного конкурса им. Н. Паганини в Генуе (Италия)
- 1991 — лауреат Международного фестиваля «Ювентус» во Франции
- 1992 — победитель и обладатель всех специальных призов на Международном конкурсе им. Р. Липицера в Гориции (Италия)
- 1994 — победитель Х Международного конкурса им. П. И. Чайковского в Москве
- 2004 — Заслуженная артистка Российской Федерации[6]

По информации издательств «String», «Records Geijutsu», «Chopin», «Ongaku-no-Tomo», диски Чеботарёвой пользуются большим успехом у любителей классики и занимают верхние позиции рейтингов.
Также Чеботарёва выступала в нескольких драмах и шоу и одном фильме (2003) на каналах Fuji Television и NHK.